# الژبیتا کیوفسکا
الژبیتا کیوفسکا (لهستانی: Elżbieta Kijowska؛ زادهٔ ۲۹ اوت ۱۹۵۰) بازیگر و صداپیشه اهل لهستان است.
از فیلم‌ها یا مجموعه‌های تلویزیونی که وی در آن‌ها نقش داشته‌است، می‌توان به نشانه‌گذاری‌شده، خانه کشیش، قانون حقیقی، مادران، تقارن، در خوشی و سختی، طایفه، صفر-هفت، به‌گوشم و روز کوتاه کاری اشاره نمود.